# Domingo Santa Cruz Wilson
Domingo Santa Cruz Wilson (La Cruz, Quillota, 5 de julio de 1899 - Santiago, 6 de enero de 1987) fue un compositor, abogado y profesor universitario chileno, nombrado en su momento Profesor Emérito de la Universidad de Chile. Fue uno de los promotores del movimiento musical chileno del siglo XX, creador de la Sociedad Bach e impulsor del estudio de la música en esa institución.

## Primeros años de vida
Fue hijo de Vicente Santa Cruz y Vargas, quien fuera Ministro del Interior y Diputado de la República de Chile, y de Doña Laura Wilson y Navarrete.
Santa Cruz estudió en el Instituto de Humanidades Luis Campino y en el Colegio de los Sagrados Corazones de Santiago (Padres Franceses) entre 1909 y 1915. Ingresó a la Escuela de Derecho de la Universidad de Chile y se recibió de abogado en 1921 con la tesis "El Derecho de Patronato ante el criterio moderno". Paralelamente, estudió composición con Enrique Soro.

### Matrimonio, relaciones e hijo
Contrajo matrimonio con Wanda Morla Lynch, a quien conoció en París, hija de Carlos Morla Vicuña, Ministro de Relaciones Exteriores de Chile y Diputado de la República, y de Luisa Lynch y del Solar, escritora y periodista; hermana de Carlos Morla Lynch, músico aficionado, escritor y diplomático, y de Ximena Morla Lynch de Subercaseaux, escritora feminista y pintora. Santa Cruz y Morla fueron padres de un único hijo: Domingo Santa Cruz Morla, arquitecto y precursor del jazz chileno.
En 1952 se comprometió con la gestora cultural Filomena Salas González (1899-1964).

## Vida pública
Su vida y trayectoria musical coincide con la historia de los organismos que han renovado la música chilena. Esos organismos, en los que Santa Cruz tuvo directa participación, fueron, entre otros, la creación de la Facultad de Artes de la Universidad de Chile, Orquesta Sinfónica de Chile, Coro sinfónico, Radio Universidad de Chile, Revista Musical Chilena, Dirección de Investigaciones Musicales, Instituto de Extensión Musical (IEM), etcétera.
En 1917 fundó, junto a un grupo de amigos, la Sociedad Bach, entidad coral que desempeñó un papel fundamental en la vida cultural chilena, hasta su receso en 1932. Entró al servicio diplomático (1921-1926) y viajó como Segundo Secretario de la Legación de Chile en España, donde estudió composición con Conrado del Campo.
En 1928 tomó parte en la reforma del Conservatorio Nacional de Música, donde impartió clases de historia y composición hasta 1953, y en 1929 participó en la creación de la Facultad de Artes de la Universidad de Chile, de la que fue nombrado Decano en propiedad en 1932. Los principales logros de este periodo fueron la creación del Instituto Secundario de Bellas Artes (1933), Revista de Arte y Radiodifusión Universitaria (1934), Asociación Nacional de Compositores (1935), Asociación Nacional de Conciertos Sinfónicos (1931-1938) e Instituto de Extensión Musical (1940), integrado a la Universidad de Chile en 1942. Durante su gestión, pasaron a ser dependencia del Instituto, la Orquesta Sinfónica de Chile, el Coro de la Universidad de Chile y el Ballet Nacional; y el Instituto de Investigaciones Folklóricas (1944), que dos años después pasó a constituir el Instituto de Investigaciones Musicales.
El 3 de febrero de 1943, es miembro fundador de la Asociación Folklórica Chilena (actualmente Sociedad del Folclor Chileno) junto a: Aureliano Oyarzún Navarro, Ismael Edwards Matte, Domingo Santa Cruz Wilson, Oreste Plath, Ricardo Donoso, Raúl Silva Castro, Benedicto Chuaqui, Andrés Sabella, Carlos Lavín, Oscar Cortés, Humberto Grez, Leopoldo Pizarro, Vicente Reyes Covarrubias, Víctor Castro, Gualterio Looser, Luis Gómez Catalán, Alberto Ried Silva, Remigio Acevedo, Carlota Andrée, María Luisa Sepúlveda, Camila Bari de Zañartu, Emilia Garnham, Carlos S. Reed, Sady Zañartu, Juana Risi de Maldini, María Bichón, Josefa Turina. Se consideraron socios a todos los que asistieron a la primera reunión.
En 1945 fundó la Revista Musical Chilena y creó el Instituto de Extensión de Artes Plásticas. Estableció los Premios por Obra a la composición musical y los Festivales Bienales de Música Chilena (1947). En 1948 logró la creación de la Facultad de Ciencias y Artes Musicales, de la que fue Decano entre 1962 y 1968. Ocupó relevantes cargos institucionales y perteneció a calificadas organizaciones musicales europeas, interamericanas y chilenas. Fue Presidente de la Academia de Bellas Artes del Instituto de Chile entre 1980 y 1982.
A su labor docente en diversas disciplinas musicales, Santa Cruz agregó un calificado aporte como compositor ejerciendo una influencia decisiva sobre sus alumnos. Publicó trabajos pedagógicos y artículos especializados en la prensa y revistas musicales extranjeras y nacionales, abriendo las puertas a la musicología chilena. Su temática consideró crítica, estética, análisis e historia, en la cultura, el arte y la música.

### Distinciones
En reconocimiento a su relevante labor como compositor y docente, gestor de la institucionalidad musical, promotor del enriquecimiento cultural nacional y dedicación absoluta al desarrollo musical integral del país, el Gobierno de Chile le concedió el Premio Nacional de Arte en 1951.
El organismo universitario a cargo de los cuerpos artísticos estables de la Universidad de Chile lleva el nombre de Centro de Extensión Artística y Cultural "Domingo Santa Cruz".
Fue nombrado miembro de número de la Academia Nacional de Bellas Artes de Argentina.

## Obra
Su obra musical se basa en una textura armónica densa y contrapuntística; también utilizó con frecuencia un acentuado cromatismo lineal. De su extensa obra cabe destacar Viñetas, Op. 8 (1925 - 1927) y Cinco poemas trágicos, Op. 11 (1929), ambas para piano; obras sinfónicas, como Égloga (1949), dos sinfonías (1945 - 1948), numerosas obras vocales, como Seis canciones de primavera, Op. 28 (1950) y obras de cámara. En gran parte de ellas es evidente la influencia de los ritmos y melodías españolas.
Su catálogo comprende obras para orquesta, cámara, solista y coro. Durante su permanencia como secretario de la Embajada Chilena en Madrid, entre 1922 y 1923, estudió con el compositor español Conrado del Campo (1897 - 1953).
En 1924 Santa Cruz Wilson regresa de Europa. Además de su renovadora y trascendental acción institucional en los organismos ya mencionados, compone obras, como sus Poemas trágicos (1929), para piano, en los que se decantan cualidades esenciales de su música: "Sólida construcción —según Luis Merino—, riqueza armónica, movimiento contrapuntístico de las voces, expresión austera, en la que prevalece un sentido trágico, dramático.".
En la década siguiente sería uno de los compositores renovadores más influyentes. En obras como su Cuarteto de cuerdas Nº 1 (1930 - 1931), Cinco piezas para orquesta de cuerdas (1937) y Variaciones para piano y orquesta (1943), el principio de la tonalidad cede paso a un lenguaje de denso contrapunto y cromatismo, estilo armónico-polifónico, próximo a la escuela expresionista alemana.
Santa Cruz, en la perspectiva del atonalismo, estableció un puente con la obra de Alfonso Leng y se proyectaría en compositores más jóvenes, como Alfonso Letelier y Gustavo Becerra.